# Cratere Rugis
Rugis è un cratere sulla superficie di Giapeto.